# Saint-Philibert (Côte-d’Or)
Saint-Philibert – miejscowość i gmina we Francji, w regionie Burgundia-Franche-Comté, w departamencie Côte-d’Or.
Według danych na rok 1990 gminę zamieszkiwało 391 osób, a gęstość zaludnienia wynosiła 83 osoby/km² (wśród 2044 gmin Burgundii Saint-Philibert plasuje się na 536. miejscu pod względem liczby ludności, natomiast pod względem powierzchni na miejscu 1253.).